# Oligoxystre mimeticum
Oligoxystre mimeticum é uma espécie de aranha pertencente à família Theraphosidae (tarântulas).